# Cayo Catelio Céler
Lucio Pompeyo Vopisco Gayo Arruncio Catelio Céler (en latín: Lucius Pompeius Vopiscus Gaius Catellius Celer) fue un senador romano que vivió en el siglo I y desarrolló su cursus honorum bajo los reinados de Nerón, Vespasiano, Tito y Domiciano. Fue cónsul sufecto en el año 77 junto con Marco Arruncio Áquila.

## Nombre y orígenes familiares

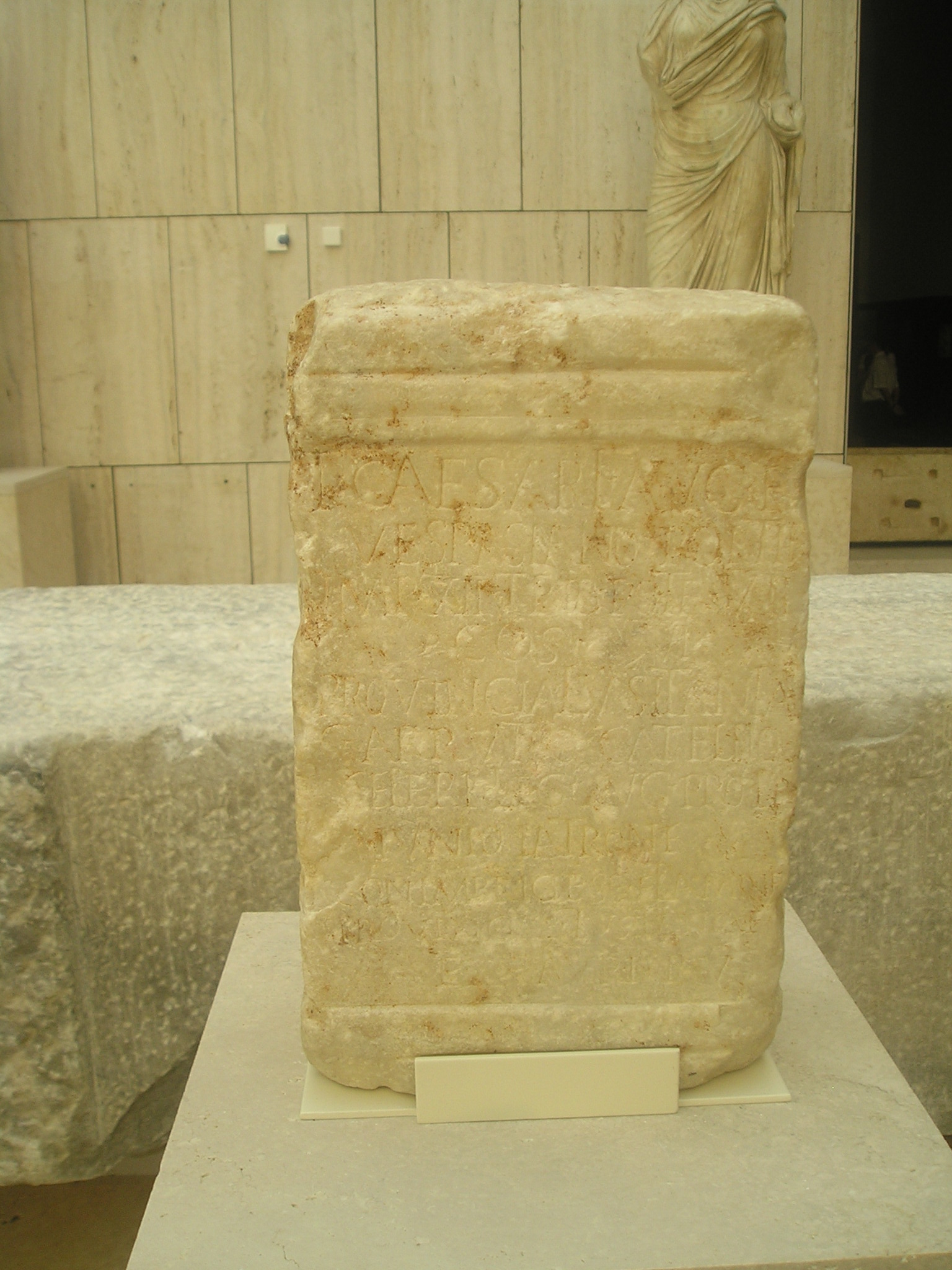
Inscripción CIL II 5264 procedente de Emerita Augusta, que atestigua el gobierno de Catelio Céler en la provincia Lusitania

El nomen "Catellius" es raro. Ronald Syme sólo pudo encontrarlo representado en tres ciudades: Aesernia (actual Isernia), Forum Sempronii (actual Fossombrone), y Volsinii, donde se atestiguan cuatro libertos de un tal Lucio Catelio. Syme ha acotado la elección entre estos: un nombre fragmentario "C. Pompeius [...] Cat[...]", atestiguado en Volsinii, y apunta a esta última como su ciudad natal.
En ocasiones, Céler también incluyó el nomen "Arruntius" en su nombre, lo que indica que su madre pertenecía a esa familia o que recibió un legado de alguien de esa familia a cambio de adoptar el nombre de esa persona, una práctica denominada por los estudiosos como "adopción testamentaria". Además, a más tardar en el año 80, Céler adoptó la versión más larga de su nombre "Lucius Pompeius Vopiscus Catellius Celer", lo que sugiere que aceptó otra adopción testamentaria en esa época, en este caso de un tal Lucio Pompeyo Vopisco. Este Pompeyo Vopisco podría ser el cónsul sufecto del año 69.

## Carrera política
Se carece de detalles sobre la vida de Céler antes del 20 de mayo del año 75, cuando aparece por primera vez en los registros de los Hermanos Arvales como miembro de ese colegium. Syme argumenta que entre esa fecha y octubre del 77, cuando se le vuelve a mencionar, estuvo fuera de Roma, sirviendo como gobernador de Lusitania. Volvió a Roma para servir como cónsul sufecto en el año 77, y asistió a todas las ceremonias conocidas de los Hermanos Arvales hasta el año 86, y no vuelve a aparecer hasta el 27 de mayo del año 90. Syme explica su ausencia fechando el mandato de Céler como iuridicus de la Hispania Tarraconensis en estos años. Antes de servir como iuridicus, se sabe que Céler sirvió como curator operum publicorum, sucediendo a Marco Hirrio Frontón Neracio Pansa. En el año 90 fue elegido gobernador de la provincia de África, cargo en el que se desempeñó hasta el año 91.

## Familia
Algunos eruditos plantean la posibilidad de que Pompeya Celerina, la madre de la segunda esposa de Plinio el Joven, fuera hija de Céler. En su monografía sobre las nomenclaturas romanas de la época imperial, Olli Salomies señala que, de ser así, tuvo que nacer después de que Céler aceptara la adopción testamentaria (después del año 80), pero, sigue diciendo Salomies: "una dama nacida después del año 80 no pudo haber sido la madre de la segunda esposa de Plinio".